# Theater im Bahnhof

Logo

Das Theater im Bahnhof (Eigenbezeichnung: TiB Graz) ist eine Off-Theatergruppe aus Graz. Es versteht sich als „zeitgenössisches Volkstheater“ und setzt sich mit Stilen zwischen Tradition und Pop auseinander.

## Geschichte
Gegründet wurde die Theatergruppe 1989 von dem aus der Weststeiermark stammenden Geschichte- und Germanistikstudenten Eduard Hauswirth (* 1965), von 1990 bis 2005 Landesspielberater für außerberufliches Theater in der Steiermark. Ein erster Aufführungsort war der nach Aneignung bespielte Jugendwarteraum des Hauptbahnhofs Graz. Nach dem Rauswurf wurde der Keller des Grazer ÖGB-Hauses Produktionsstätte, danach folgte, nach Zwischenstationen, 1996 der Spielort Lendplatz 35 (mit 19 Premieren in drei Monaten) – und nach Ablauf des Mietvertrags 2006 das bis heute (2023) genutzte QUARTIER Theater im Bahnhof an der nächst dem Grazer Mühlgang gelegenen  Elisabethinergasse 27a. Das in einem Innenhof gelegene zweistöckige Gebäude geht zurück auf die 1961 aufgelassene Tuchfabrik Anton Prasch (Elisabethinergasse 23–25, Dreihackengasse 12).
Internationale Bekanntheit erfuhr das TiB im Rahmen des Kulturhauptstadtprojekts Graz 2003 durch die Ausrufung der für die Grazer Murinsel gedachten Republik Acconci, wo zwischen 4. und 13. Juli 2003 im Theaterstück Acconci an der Mur (bei 14-stündigem Tageseinsatz) die provinzielle Essenz des echten Graz gerettet werden sollte.
Teil des Bühnenkonzepts ist auch das Bespielen von ungewöhnlichen Orten, so wurde für den Steirischen Herbst 2007 eine Freiluft-Produktion auf den Reininghausgründen in Graz-Eggenberg gespielt. Andere Spielorte waren ein Wasserwerk, ein Hundepark, das Innere des Grazer Schloßbergs oder das LKH Graz.
Seit 2007 finden Aufführungen in Kooperation mit dem Schauspielhaus Graz statt.

## Ensemble
Ed. Hauswirth (künstlerische Leitung), Monika Klengel (Geschäftsführung), Johanna Hierzegger, Helmut Köpping, Eva Hofer, Lorenz Kabas, Jacob Banigan, Heike Barnard, Juliette Eröd, Beatrix Brunschko, Gabriela Hiti, Pia Hierzegger, Rupert Lehofer, Elisabeth Holzmeister, Moke Rudolf-Klengel, Michael Ostrowski, Martina Zinner, Helene Thümmel.

## Auszeichnungen
- 2002 Nestroy für die beste Off-Produktion: „LKH – Eine Theaterserie“
- BestOFFstyria Theaterlandpreis
  - 2004 für „Die beste Besetzung“
  - 2005 für „Wieder schöne Weihnachten“
  - 2006 für „Nicht einmal Hundescheiße“
  - 2008 für „Zwischen Knochen und Raketen“
  - 2015 für "Aufräumen"